# Adelharz (Kempten)
Adelharz ist ein Ortsteil der kreisfreien Stadt Kempten (Allgäu).
Das Dorf wurde 1394 als zem Madelharts erwähnt. Unter seinem heutigen Ortsnamen Adelharz tritt der Ort ab 1447 regelmäßig auf. Für die Ersterwähnung und für das Jahr 1527 war der Ort ein stiftkemptisches Bestandsgut. 1593 sind zwei Güter überliefert.
1818 wurde Adelharz der Ruralgemeinde Sankt Lorenz zugeschlagen, wurde aber zum 1. Oktober 1934 in die Stadt Kempten umgegliedert und gehört in der Folge auch zur Gemarkung Kempten.